# Фасса
Фасса (итал. Fassa) — долина в итальянской области Трентино-Альто-Адидже.

## Описание
Долина в Доломитовых Альпах в провинции Трентино, которая включает верхнее течение реки Авизио. Она образует обширную котловину, окружённую горными массивами Селла и Сассо-Лунго на севере, Мармолада и Монцони на востоке и Катиначчо на западе. Многочисленные ручьи впадают в главную долину, пересекая узкие лесистые долины, среди которых Монцони имеет большое геологическое значение. Здесь имеются обширные пастбища в долине и по её склонам, густые хвойные леса и мало пахотных земель (ячмень, рожь, картофель и овощи). Туризм, наряду с животноводством и эксплуатацией лесов, является основным источником благосостояния. Расширилась индустрия деревянных игрушек и предметов. В административном отношении долина Фасса, населённая народами, говорящими на ладинском языке с примесью трентинского диалекта, относится к территории коммун Моэна, Сорага, Виго-ди-Фасса, Поцца-ди-Фасса, Маццин, Кампителло и Канацеи. Её пересекает Доломитовая дорога, которая от Оры через перевал Сан-Лугано идёт вверх по всей долине Валь-ди-Фьемме, затем входит в Валь-ди-Фьемме и продолжается до Канацеи.